# لي هاريس
لي هاريس (بالإنجليزية: Lee Harris)‏ هو سياسي أمريكي، ولد في 15 أغسطس 1978 في ممفيس في الولايات المتحدة. حزبياً، نشط في الحزب الديمقراطي. وقد انتخب عضو مجلس ولاية تينيسي.